# Kerk van het Heilig Geloof

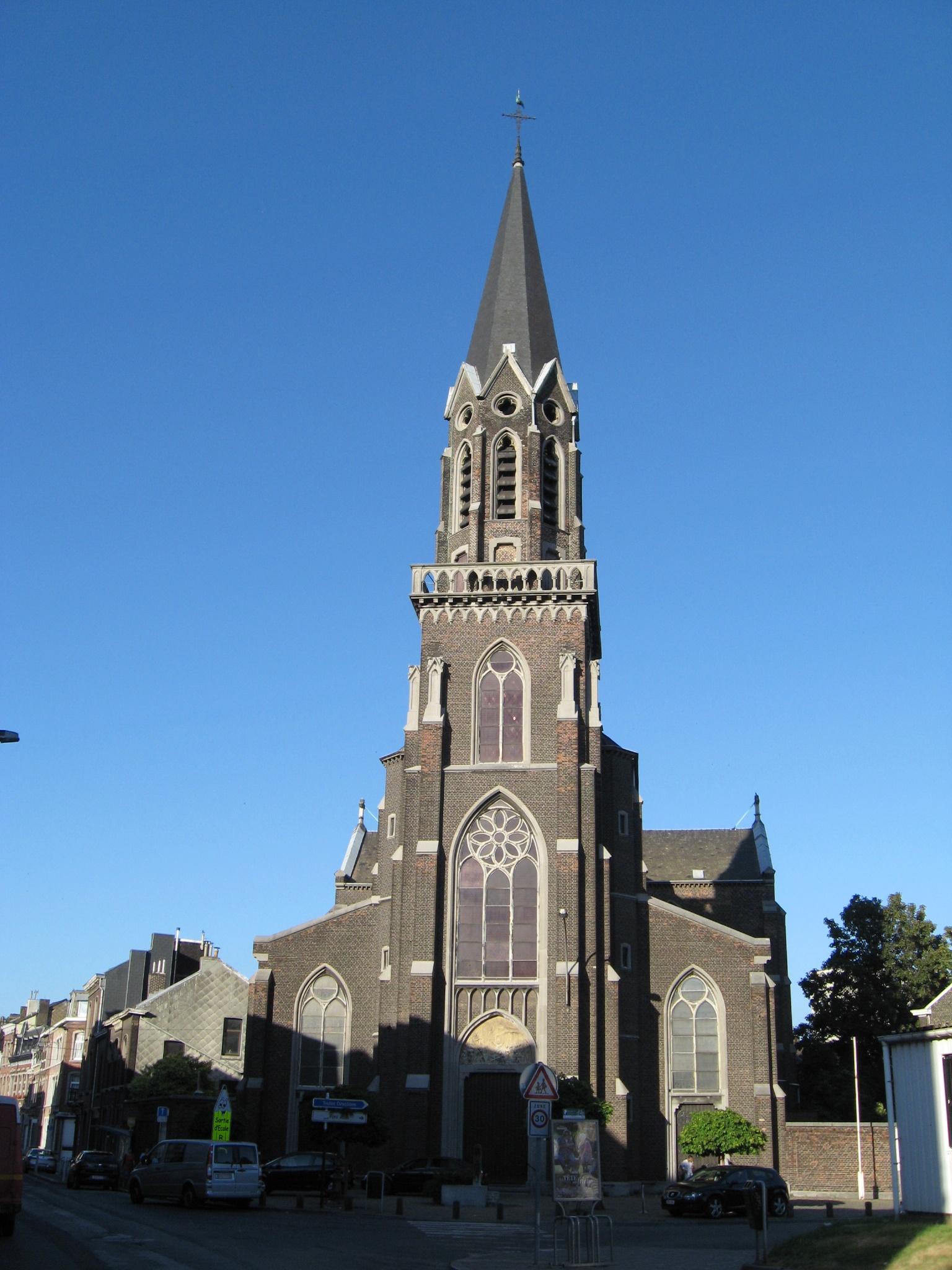
Kerk van het Heilig Geloof

De kerk van het Heilig Geloof (Frans: Église Sainte-Foy) is de parochiekerk in de wijk Saint-Léonard van de Belgische stad Luik. De kerk is gelegen aan Rue du Commandant Marchand 1.
Het is een neogotische kerk, die gebouwd werd van 1867-1871. Architect was Evariste Halkin. Het betreft een basilicale kruiskerk met veelhoekige koorafsluiting, gebouwd in baksteen met kalkstenen ornamenten.
De vierkante, voorgebouwde westtoren wordt bekroond door een achthoekige lantaarn met topgevels en achtkante spits.